# Rob Mok
Machiel Robert (Rob) Mok (Amsterdam, 16 februari 1932 - Ascona, 7 juni 2019) was een Nederlands jurist die vooral bekend was van zijn lange carrière als advocaat-generaal bij de Hoge Raad der Nederlanden.

## Loopbaan
Mok studeerde rechtsgeleerdheid aan de Rijksuniversiteit Utrecht. Van 1957 tot 1960 werkte hij als ambtenaar op het ministerie van Economische Zaken. Later werkte hij ook voor de Commissie van de Europese Economische Gemeenschap. Vanaf 1970 was hij als bijzonder hoogleraar in het recht der economische ordening verbonden aan de Universiteit Groningen. Van 1978 tot 2002 was hij advocaat-generaal bij de Hoge Raad in welke functie hij vele conclusies heeft genomen. 

## Onderscheidingen
Mok was Ridder in de Orde van de Nederlandse Leeuw.